# Marnix-Pocketreeks
De Marnix-Pocketreeks is een boekenreeks van uitgeverij Manteau, Brussel/Den Haag. De reeks werd uitgegeven tussen 1964 en 1974 en beslaat 88 delen. Deze reeks bestaat voornamelijk uit herdrukken van Vlaamse schrijvers en enige vertalingen, onder andere van Françoise Sagan.
In 1974 werd de reeks voortgezet onder de naam Marnixreeks in een duurdere uitvoering en een nieuwe nummering.

## Fondslijst
- 1 - Ward Ruyslinck - Wierook en tranen
- 2 - Chris Yperman - Een heel klein scheepje
- 3 - Françoise Sagan - Houdt U van Brahms
- 4 - Karel Jonckheere - Ik heb eens...
- 5 - Jos Vandeloo - De muur
- 6 - Françoise Sagan - Bonjour Tristesse
- 7 - Hubert Lampo - Hélène Defraye
- 8 - Dolf Verroen - Ildebrando
- 9 - Johan Daisne - De trein der traagheid
- 10 - Karel van de Woestijne - Goddelijke verbeeldingen
- 11 - Jos Vandeloo - Het gevaar
- 12 - Françoise Sagan - Kasteel in Zweden
- 13 - Frans de Bruyn - Elke vrijdag vis
- 14 - Ward Ruyslinck - De madonna met de buil
- 15 - Herman Teirlinck - Zelfportret of het galgenmaal
- 16 - Françoise Sagan - Een verre glimlach
- 17 - Jos Vandeloo - De croton en andere verhalen
- 18 - A. Marja - Snippers op de rivier
- 19 - Johan Daisne - Schimmen op een schemerlamp
- 20 - Hubert Lampo - Don Juan en de laatste nimf
- 21 - Jos Vandeloo - De vijand
- 22 - Maurice Roelants - Komen en gaan
- 23 - Ward Ruyslinck - De stille zomer
- 24 - Jean Cocteau - Les enfants terribles
- 25 - Jef Geeraerts - Ik ben maar een neger
- 26 - Ward Ruyslinck - De ontaarde slapers beginnen
- 28 - Françoise Sagan - Over een maand, over een jaar
- 29 - Maurice Roelants - Het leven dat wij droomden
- 30 - Verzamelbundel - Werk van nu, deel 1
- 31 - Jan van den Weghe - Kinderen van Kongo
- 32 - Jan Walravens - Negatief
- 33 - Johan Daisne - Het geluk
- 34 - Jef Geeraerts - Het verhaal van Matsombo
- 35 - Ward Ruyslinck - De oeroude vijver
- 36 - Jos Vandeloo - Het huis der onbekenden
- 37 - Werner Cranshoff - Pijn en puin verdwenen
- 38 - Jef Geeraerts - De troglodieten
- 39 - Clem Schouwenaars - De man van mos
- 40 - Johan Daisne - Dossier nr. 20.174
- 41 - Raymond Brulez - De verschijning te Kallista
- 42 - Maurice Roelants - De jazzspeler en andere verhalen
- 43 - Pierre van Rompaey - Een dagje terreur. Een bundel cursieven en crazies
- 44 - Hubert Lampo - Toen Herakles spitte en Kirke spon

- 45 – Verzamelbundel - Werk van nu, deel 2
- 46 - Johan Daisne - Twee schelpen en wat gruis
- 47 - Jan van den Weghe - Een korrel zand
- 48 - Maurice Roelants - Gebed om een goed einde
- 49 - Janine Brégeon - Een dag in bed
- 50/51 - Verzamelbundel - Werk van nu, deel 3
- 52 - Chris Yperman - Muziekje
- 53 - Françoise Mallet-Joris - Overspel in het weekend
- 54 - Karel Jonckheere - Nacht? zei de zon, nooit van gehoord!
- 55 - Françoise Sagan - Het flauw gevallen paard
- 56 - Felix Timmermans - Adriaan Brouwer
- 57 - Johan Daisne - Gojim, gevolgd door zuster Sharon
- 58 - Julien Weverbergh - Gilgamesj herschrijven
- 59 - Felix Timmermans - Een lepel herinneringen
- 60 - Johan Daisne - Met zeven aan tafel
- 61 - Maurice Roelants - Altijd opnieuw
- 62/63 - Felix Timmermans - Pieter Breughel
- 64/65 - Verzamelbundel - Werk van nu, deel 4
- 66 - Felix Timmermans - Jan de kraai en andere verhalen
- 67 - Jef Geeraerts - Indian summer
- 68 - Jos Vandeloo - De 10 minuten van Stanislao Olo
- 69 - Jos Vandeloo - De week van de kapiteins
- 70 - Karel Jonckheere - Ik had die man kunnen zijn
- 71 - Jac. van Hattum - Loze aren
- 72 - Roger van de Velde - Kaas met gaatjes
- 73 - Paul Snoek - Bultaco 250 cc
- 74 - Adriaan Venema - Het protokol
- 75 - Paul de Wispelaere - Een eiland worden
- 76 - Paul Snoek - Kwaak- en kruipdieren
- 77 - Peter Andriesse - De roep van de tokéh
- 78 - Johan Daisne - De Hollandse reis
- 79 - Karel Jonckheere - De zwangere stopnaald
- 80 - Jos Vandeloo - Een mannetje uit Polen
- 81 - Ward Ruyslinck - Uitspraken in opstand
- 82 - Adriaan Venema - Van een bloedrode manchet en een kooikershondje
- 83 - Marcel Matthijs - Doppen
- 84 - Frederik van Eeden - De kleine Johannes
- 85 - Werner Pauwels - Een koele hel
- 86 - Ward Ruyslinck - De verliefde akela
- 87 - Karel Van De Woestijne - De boer die sterft en andere verhalen
- 88 - Johan Daisne - Wat is magisch-realisme